# Abactochromis labrosus
Abactochromis labrosus ist eine endemische Buntbarschart aus dem ostafrikanischen Malawisee. Er lebt dort an felsigen Küsten von der Wasseroberfläche bis in Tiefen von 30 Meter und ist selten. Das Art-Epitheton labrosus nimmt Bezug auf die verdickten Lippen der Art, die damit, zusammen mit Cheilochromis euchilus, im Malawisee die ökologische Nische von Lobochilotes labiatus aus dem Tanganjikasee, Haplochromis chilotes aus dem Viktoriasee und Amphilophus labiatus aus dem Nicaragua- und Managuasee einnimmt.

## Merkmale
Abactochromis labrosus wird zwölf Zentimeter lang und hat einen seitlich stark abgeflachten Körper. Der Fisch ist dunkelbraun bis fast schwarz gefärbt. Es existiert auch eine orange-braune Morphe. Auf der Afterflosse der Männchen befinden sich 2 bis 4 gelbe Eiflecke. Jüngere Fische unterhalb 8 bis 9 cm Körperlänge sind hellgrau mit 8 bis 9 dunkelgrauen vertikalen Streifen auf den Seiten. Auffällig sind die stark vergrößerten, sehr tastempfindlichen Lippen. Sie sind oft heller als der übrige Körper gefärbt. Im Unterschied zu den Lippen aller anderen dicklippigen Malawiseebuntbarsche, sind die Lippen von Abactochromis labrosus durch eine Mittelfurche in einen rechten und einen linken Lappen geteilt. Die Anzahl der Wirbel liegt bei 28 bis 29 und ist damit kleiner als bei allen anderen dicklippigen Malawiseebuntbarschen. Der große Kopf macht bei Exemplaren, die größer als 5 cm sind, insgesamt 40 % der Standardlänge aus. Die Seitenlinie ist unterbrochen. Sie verläuft von vorne bis zur Körpermitte in der oberen Körperhälfte parallel zur Rückenlinie, im letzten Körperdrittel zwei Schuppenreihen tiefer entlang der Körpermittellinie. Die Anzahl der Kiemenrechen beträgt 13; sie sind unverzweigt.

## Lebensweise
Abactochromis labrosus lebt in felsigen Biotopen und ist mit seinem schmalen Körper daran angepasst, in engen Felsritzen nach Nahrung zu suchen. Die Fische sind einzelgängerisch und aggressiv gegenüber Artgenossen. Wie fast alle Buntbarsche des Malawisees sind sie ovophile Maulbrüter. Das Weibchen trägt die Eier etwa 24 Tage, bis zum Schlupf der Jungen, im Maul mit sich herum. Die Anzahl der Eier liegt bei 20 bis 45. Nach dem ersten Freischwimmen kommen die Jungfische nicht mehr ins Maul der Mutter zurück.

## Systematik
Abactochromis labrosus wurde durch die britische Ichthyologin Ethelwynn Trewavas zuerst der Gattung Melanochromis zugeordnet. Da der Art aber die typische Streifung der Gattung fehlt und sie sich auch keiner anderen Gattung von Malawiseecichliden zuordnen lässt, wurde sie im Jahre 2010 in die neue monotypische Gattung Abactochromis gestellt.

## Etymologie
Der Gattungsname kommt aus dem Lateinischen und setzt sich aus „abactus“ und „chromis“ zusammen. „Abactus“ bedeutet getrieben, vertrieben und bezieht sich auf die einzelgängerische (offenbar nicht territoriale) Lebensweise der Fische und auf die Ausgliederung aus der Gattung Melanochromis. Chromis ist eine Gattung von Riffbarschen, in die früher auch Buntbarsche gestellt wurden. Das Art-Epitheton labrosus leitet sich ab von „labium“, Latein für Lippe. In der Sprache der einheimischen Tonga wird der Fisch Nyamlepetu genannt.

## Synonyme
- Melanochromis labrosus Trewavas, 1935
- Haplochromis labrosus Loiselle, 1978; Merritt, 1978; Adler, 1979
- Cyrtocara labrosa Mayland, 1982